# Famille d'Oms
 (juillet 2024).
La famille d'Oms est originaire de la province du Roussillon. Elle est considérée comme "tenant le premier rang" parmi les familles roussillonnaises depuis la fin du Moyen Âge C'est, avec la famille de Banyuls, l'une des seules familles d'origine médiévale de la région ayant survécu jusqu'au XXe siècle. Elle est éteinte en ligne agnatique, depuis la mort, sans alliance ni postérité, du dernier marquis d'Oms en 1915.

## Origines

### Légende
Comme d'autres familles catalanes, cette famille rattache son origine à un guerrier de la suite de Charlemagne.
Un certain Arnald de Ulmis - du latin « ulmis », les ormes en français, qui a donné Oms en catalan, renommé par sa bravoure, il aurait lui-même capturé trois rois maures durant cette campagne, parant par la suite son bouclier de trois turbans à la suite de cet exploit, signe conservé par ses descendants à l'origine des armes de la famille par la suite : fascé de sable et d'or de trois pièces.
Lors de cette campagne, il conquiert sur les Maures le fief des Cluses, où se trouve le col de La Clusa se trouvant être le "verrou" des Pyrénées. Il prend possession de multiples fiefs le long de la Via Domitia, entre Montescot et Les Cluses et est nommé par Charlemagne Vavasseur de Montescot en 789, c'est-à-dire vassal du vassal du Roi, en l'occurrence, vassal du comte du Roussillon.
Il épouse sans-doute une princesse wisigothe puisqu'il obtient également de porter la couronne du roi wisigoth Athaulf, roi Goth d'Espagne, dont il prétend descendre.
Sur son emblème figure également un ours qu'il aurait vu avant la bataille des Cluses mais qui était également l’emblème des armées wisighotes et les trois couronnes ou trois turbans des rois maures exterminés.

### Histoire
Le premier personnage lié au lieu d'Oms est un certain Oliba, cité en 1011, mais la généalogie de la famille ne peut être suivie qu'à partir de Rainard et son fils Guillem, seigneurs d'Oms et de Calmeilles au début du XIIe siècle. La petite-fille de Guillem, Beatriu, épouse Arnau d'Orle, issu d'une famille des environs de Perpignan. Les enfants de Beatriu et d'Arnau portent le nom d'Orle et de Montescot, d'un nom d'une seigneurie des environs d'Elne. À la fin du XIIIe siècle, les descendants du couple reprennent le nom d'Oms. Les frères Bernat (mort après 1279) et Berenguer (mort après 1313) fondent les deux premières branches de la famille, celle des seigneurs d'Oms et Montescot et celle des seigneurs de Calmeilles.
La famille se divise en de nombreuses branches, acquérant par achat ou héritage un très grand ensemble de seigneuries dans le Roussillon. Ils sont considérés dès l'époque moderne comme la plus importante famille de la région. Par alliance, le nom d'Oms se retrouve dans de nombreuses familles nobles catalanes. Le célèbre marquis de Castelldosrius, du nom de Manuel d'Oms i Santa Pau, appartenait en fait à la famille de Sentmenat.

## Preuves de noblesse
Les archives des Pyrénées-Orientales conservent, datées d'août 1767, les lettres patentes du roi Louis XV unissant les terres et seigneuries d'Oms, Taillet, Sorède et Bages, "pour qu'elles forment à l'avenir un seul et même corps de seigneurie, et qu'elles soient érigées en marquisat sous le nom de marquisat d'Oms", en faveur de Don Joseph d'Oms .

La famille d'Oms est répertoriée dans le Catalogue des familles de la noblesse française  de Régis Valette, édition Robert Laffont, 2007, p. 368, chapitre Roussillon, en tant que famille française éteinte d'origine noble.

## Branches
À partir du XIIIe siècle, la famille s'est divisée en de nombreuses branches, aujourd'hui toutes éteintes.
- Arnaud Ier d'Oms ou de Montescot, seigneur d'Oms et de Montescot († v. 1280)
  - Branche aînée (XIIIe siècle-1693)
    - Rameau des seigneurs de Corbère (XVe siècle-1575)
      - Sous-rameau des seigneurs de Vilademany (XVe siècle-1626)

    - Rameau des seigneurs de Calce (XVe siècle-1885)
      - Sous-rameau de Peyrestortes, marquis d'Oms (XVIIe siècle-1866)
        - Sous-rameau dit "de Ponteilla"  (XVIIIe siècle-1936)

  - Branche des seigneurs de Calmeilles (XIIIe siècle-1692)
    - Rameau des seigneurs de Villelongue de la Salanque (XVe siècle-1745)

### Branche aînée
La branche aînée est celle des seigneurs d'Oms et de Montescot. Grâce à une intense politique d'acquisition, elle prend le contrôle des seigneuries de Mantet, Taillet, Les Cluses, Py (1381), Canders (1381), Sahorre (1381), Fuilla (1381), Montesquieu (acheté en 1385, racheté en 1390, jusqu'en 1628), et de la charge de châtelain de Collioure (de 1426 à 1688). Après le mariage de Berenguer IV d'Oms et de Joana de Santa Pau, cette branche prend le nom d'Oms de Santa Pau. En 1465, Berenguer V d'Oms de Santa Pau rachète la baronnie de Santa Pau à son cousin Ademar de Santa Pau.
Le dernier représentant de cette branche, Ramon d'Oms de Santa Pau meurt en 1693. Son héritage est repris par son neveu Antoni d'Oms-Cabrera-Desbosc et ses cousins Sentmenant, barons de Castelldosrius. L'héritière actuelle de cette branche et 12e marquise de Castelldosrius est la styliste Ágatha Ruiz de la Prada.

#### Rameau des seigneurs de Corbère
Ce rameau a été fondé par Bernat d'Oms, fils de Berenguer III. Bernat reçut la charge de capitaine héréditaire du château de Perpignan, puis, par son mariage avec Margarida de Sagarriga, la seigneurie de Corbère. Son fils Bernard d'Oms est l'un des personnages les plus connus de la famille d'Oms. Le fils de Bernard d'Oms, Lluis d'Oms, épousa Violant de Cruïlles-Vilademany, dame de Vilademany. Leur fils aîné Joan d'Oms (mort en 1575) reçut le patrimoine au nord des Pyrénées (seigneuries de Corbère, Villerach, Millas, Casefabre, Saint-Michel-de-Llotes et Vilar) alors que le cadet Carles de Cruïlles-Vilademany (mort en 1572) hérita des terres au sud.

##### Sous-rameau des seigneurs de Vilademany
Le rameau de Vilademany, qui utilisa les noms de Cruïlles, de Vilademany et très rarement d'Oms, Implanté au sud des Pyrénées, il s'éteignit en 1626 et son héritage passa à la famille de Perapertusa.

#### Rameau des seigneurs de Calce
Ce rameau a été fondé par Joan d'Oms, fils de Guillem Ier. Son arrière-petit-fils, Guerau d'Oms (mort en 1645) épousa Caterina del Viver, dame de Calce, de Maureillas et de Saint-Martin-de-Fenollar. Leurs descendants changèrent d'allégeance entre Espagne et France. Le dernier représentant de cette branche fut Amédée d'Oms, mort en 1885.

##### Sous-rameau de Peyrestortes
Ce rameau a été fondé par Guerau d'Oms, fils du seigneur de Calce. Son arrière-petit-fils, Joseph d'Oms, seigneur d'Oms, Taillet, Sorède, Bages, La Bastide, Boule-d'Amont et Tresserre, fut créé marquis d'Oms en 1767.

##### Sous-rameau dit de Ponteilla
Ce rameau se rattache à Joseph d'Oms, qui reçut de Louis XV, en août 1767, des lettres-patentes, érigeant les terres et seigneuries d'Oms, Taillet, Sorède et Bages en marquisat sous le nom d'Oms. Charles Marie Joseph Gérard d'Oms de Latenay, dernier descendant masculin de la famille d'Oms, né le 7 juillet 1859, ancien élève de l'École Polytechnique (X 1878), chef d'escadron d'artillerie, est mort pour la France le 10 mars 1915 à Perpignan. Sa sœur Marie d'Oms de Latenay adopte son petit-neveu Gérard Albert Darru, le 12 octobre 1923, acte homologué par jugement du tribunal civil de Perpignan et transcrit à la mairie de 1er arrondissement de Paris le 8 novembre 1923
. La dernière personne de la famille d'Oms Caroline de Llamby, née d'Oms de Latenay, grand-mère de Gérard Darru d'Oms de Latenay décédera en 1936. La famille Darru d'Oms de Latenay existe toujours.

## Fiefs (liste non exhaustive)
- Les Cluses (jusqu'en 1670)
- Oms
  - Érigé en marquisat en 1767, comporte les fiefs de Oms, Taillet, Sorède et Bages
- Montescot
- Ortaffa
- Mantet
- Taillet
- Thorrent
- Bélesta (co-seigneur XIVe siècle)
- Canders (1381)
- Py (1381)
- Huyteza
- Sahorre (1381)
- Fuilla (1381)
- Creu
- Llauro (fin XIVe siècle)
- Villeneuve
- Montesquieu (acheté en 1385, racheté en 1390, jusqu'en 1628)
- Santa Pau
- Claira
- Saint-Laurent-de-la-Salanque
- Calmeilles (1121-1692)
- Collioure (de 1426 à 1688)
- Taxo d'Avall (XIVe siècle à la Révolution)
- Villelongue-de-la-Salanque (de 1466 à 1653)
- Villelongue-dels-Monts (de 1390 à 1666)
- Vingrau
- Tautavel
- Corbère
- Sorède*
- Camélas
- Orle
- Calce (de 1665 à la Révolution)
- Maureillas (de 1665 à la Révolution)

## Demeures
Le sous-rameau de Peyrestortes entra en possession par le mariage de Jean d'Oms de Taqui et de Françoise de Foix-Béarn en 1682 de l'ancienne maison des Llupià à Perpignan dite de la "Main de Fer", connue aujourd'hui sous le nom de Casa Xanxo. Le marquis Joseph d'Oms (1722-1807) en hérita et y habita une grande partie de sa vie. Dans les années 1780, il nourrit le projet de la remplacer par un hôtel de style classique, mais cette idée fut abandonnée. En 1786, devenu héritier universel de son cousin germain François-Xavier de Tord, comte de Formiguères, il s'installa dans l'ancien hôtel des Tord (act. rue Queya) qui fut alors connu sous le nom d'hôtel d'Oms. Les deux demeures furent confisquées à la Révolution au moment de l'émigration du marquis. Sa famille ne parvint à racheter que l'ancien hôtel de Tord qu'elle conserva jusqu'en 1866.

## Personnalités

### Militaires, diplomates

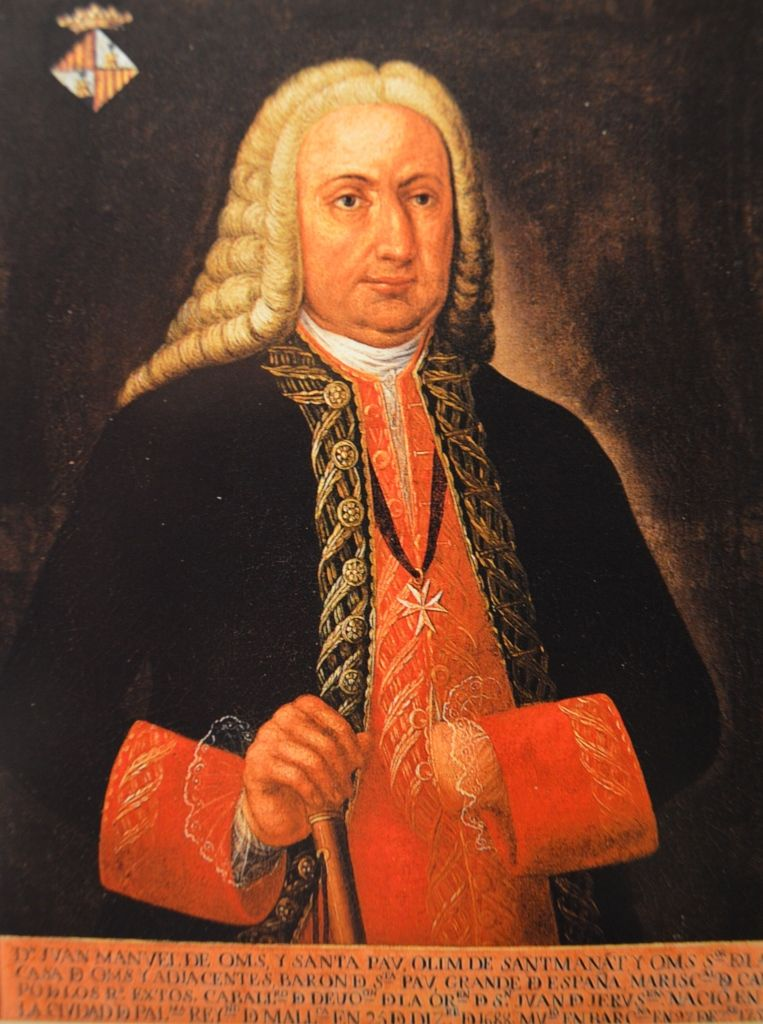
Emmanuel d'Oms, 1er Marquis de Castelldosrius, vice-roi du Pérou

- Arnau de Montescot, fils de Beatriu d'Oms, participe à la conquête des Iles Baléares aux côtés de Jacques le Conquérant en 1232, il est seigneur de Montescot en 1250. Il reçoit le 5 des ides de mai 1250 l'autorisation du roi d'Aragon de construire un château à Calmeilles.
- Bernard d'Oms, seigneur d'Oms. Le 5 des ides de mars 1242, il siège à l'assemblée tenue à Malloles durant laquelle les nobles du Roussillon jurent en faveur de Jacques 1er roi d'Aragon les constitutions de paix établies par Nunyo Sanche en 1217. Le 6 des calendes de 1271, il souscrit avec son fils Bérenger la charte d'immunité accordée aux habitants de Llauro par Jacques 1er. Il décède le 1er des calendes d'avril 1278 et est enterré dans un sarcophage toujours visible dans l'église d'Oms.
- Bérenger Ier d'Oms, seigneur d'Oms, il souscrit un diplôme de Jacques 1er donné à Perpignan le 1er des ides de janvier 1288. Il s'allie au roi de Majorque aux côtés de Philippe III, roi de France, contre Pierre IV d'Aragon, en 1289. En 1293, il reçoit les biens de Jaubert V de Castelnou, mais doit les restituer cinq ans plus tard une fois la paix conclue. En 1314, il donne caution au roi Sanche, avec Arnaud de Corsavy et Arnaud de Castelnou pour la dot de 60 000 sols barcelonais de Gueralda de Rocaberti, promise en mariage à Guillaume de Canet.
- Bérenger II d'Oms, seigneur d'Oms et de Taillet, conseiller du Roi vers 1343. En 1354, il s'enrôle avec son fils Bérenger III dans le corps de débarquement dirigé par le vicomte de Cabrera puis combat les Génois aux côtés de Pierre III d'Aragon le Cérémonieux qui lui confère le 24 juillet 1357 la haute et basse justice d'Oms et de Taillet en récompense de sa bravoure lors de l'expédition de Sardaigne.
- François d'Oms, chevalier cité en 1346, délivre la Sardaigne et en est fait commandant en 1354.
- Guillaume d'Oms est cité comme chevalier entre 1339 et 1345. Il est désigné par Pierre d'Aragon pour stopper les Sarrasins qui envahissent la Castille. Il entre victorieux dans la ville à la suite de la bataille d'Ubeda et reçoit en récompense une pension viagère du Roi en 1345.
- Bernard d'Oms, chevalier entre 1346 et 1369
- Bérenger III d'Oms, seigneur d'Oms, de Taillet, de Thorent, Mantet, La Clusa, Canders, Py, Huyteza, Sahorre, Fulha, Creu, Villeneuve (Capcir), baron de Montesquieu, décédé en 1388
- François d'Oms, cité comme chevalier, décédé en 1390
- Bérenger IV d'Oms, seigneur d'Oms, de Taillet, de Thorent, Mantet, La Clusa, Canders, Py, Huyteza, Sahorre, Fulha, Creu, Villeneuve (Capcir), baron de Montesquieu, décédé en 1423
- Bérenger V d'Oms, seigneur d'Oms, de Taillet, de Thorent, Mantet, La Clusa, Canders, Py, Huyteza, Sahorre, Fulha, Creu, Villeneuve (Capcir), baron de Montesquieu, de Santa-Pau, gouverneur de Collioure[10], conseiller du Roi et châtelain de Collioure et du Fort Saint-Elme entre 1424 et 1468, vice-roi d'Aragon en 1425, vice-roi de Majorque de 1426 à 1456, ministre, chancelier, lieutenant royal et conseiller d'État, décédé en 1468
- Guillaume d'Oms, châtelain de Collioure et du Fort Saint-Elme entre le XVe et le XVIe siècle, seigneur des Cluses, baron de Montesquieu et de Santa-Pau, nommé par Charles-Quint vice-roi de Majorque en 1517.
- Bérenger VI d'Oms, vavasseur de Montescot, baron de Montesquieu, Santa Pau, seigneur d'Oms, Taillet, Thorent, Mantet, La Clusa, Canders, Py, Huyteza, Sahorre, Fulha, Claira, Saint-Laurent-de-la-Salanque, châtelain de Collioure et du Fort Saint-Elme au XVIe siècle. Le 8 juillet 1512, il devient capitaine général des côtes du royaume de Grenade.
- Bérenger VII d'Oms, il commande une galère de combat pendant un demi-siècle. S'étant illustré aux côtés du roi d'Aragon, il obtient par la suite la charge d'Alcayde du château d'Elne, puis plus tard directeur de la fabrique de galères de Barcelone et enfin Général des galères de Catalogne.
- Bernard d'Oms, conseiller du Roi entre 1408-1430, châtelain du Château Majeur (citadelle de Perpignan) entre 1408 et 1429
- Charles d'Oms, conseiller du Roi vers 1442, châtelain du Château Majeur (citadelle de Perpignan) entre 1429 et 1462, de 1442 à 1462 il est procureur royal et maître des ports, des passages et des eaux des comtés du Roussillon et de Cerdagne. Politiquement, il se range aux côtés de Louis XI[10]. Après la signature du traité de Bayonne qui voit le Roussillon occupé pendant 30 ans par les Français, il doit faire face à l'hostilité de la population perpignanaise naturellement favorable à la Catalogne. Ceux-ci obtiennent la reddition du château de Perpignan, Charles étant obligé de tenir ce château au nom des Catalans et non plus des Français. Dans la nuit du 27 au 28 juillet 1462, il hisse à nouveau le drapeau français et braque les canons sur la ville. Un délégué du roi de France parvient faire céder les Catalans grâce à ces conditions. Charles d'Oms obtient tout pouvoir sur la ville. La population se retourne à nouveau contre l'autorité, et il faut que Louis XI envoie une armée. Le 10 novembre 1462, les Catalans assiègent le château de Perpignan, mais le 7 janvier 1463 l'armée de Louis XI le libère. Le 10, les habitants, réunis dans l'église Saint-Jean, font serment de fidélité au roi de France.
- Bernard d'Oms, seigneur de Corbère, conseiller et chambellan du roi de France à partir du 30 juin 1469[11], il mène les troupes françaises à l'assaut du Roussillon révolté contre l'autorité du roi catalan Jean II pour le compte du roi de France Louis XI. Entre 1462 et 1464, il est sénéchal de Beaucaire ainsi que sénéchal de Nîmes, de 1462 à 1466[11]. Puis il est un moment gouverneur de Roussillon dès le 2 octobre 1466[11], et pourrait être celui de Cerdagne de 1463 à 1472 (En 1464, il quitterait la région est devient ambassadeur en Savoie et en Bourgogne). Ensuite, au moins dès 1468, il est sénéchal et capitaine de Carcassonne, jusqu'au 30 juin 1469[11]. À la suite de ces quittances, Louis XI le nomme conseiller et chambellan du roi de France[11]. Enfin, il rentre chez lui en tant que sénéchal de Roussillon, selon les lettres datées les 17 janvier et 30 avril 1471 ainsi que 3 janvier 1472[11]. Le 9 mars 1473, Louis XI lui expédie encore une lettre se commençant « Seneschal, »[11] Il se porte toutefois à la tête d'une insurrection de Roussillonnais contre les Français, et défend héroïquement Elne face aux troupes françaises jusqu'à être décapité le 13 décembre 1474.
- Charles d'Oms, combat auprès de Charles Quint en 1533 contre les Turcs. puis est nommé vice-gouverneur général du Roussillon et de la Cerdagne, à l'âge exceptionnel de 25 ans. Il reste Gouverneur de Roussillon et de Cerdagne jusqu'en 1566.
- Pierre d'Oms, châtelain "à vie" d'Elne au XVIe siècle.
- Antoine d'Oms, châtelain de Collioure et du Fort Saint-Elme puis gouverneur de Majorque au XVIe siècle.
- Antoine d'Oms (fils du précédent), châtelain de Collioure et du Fort Saint-Elme XVIe siècle.
- Bérenger VIII d'Oms, (frère du précédent), président du conseil royal de la baylie générale de Catalogne
- François d'Oms, châtelain d'Elne au XVIIe siècle
- Louis d'Oms, châtelain du Château Majeur (citadelle de Perpignan) en 1475, gouverneur de Roussillon et de Cerdagne de 1499 à 1512
- Bernard d'Oms, châtelain de Tautavel en 1618
- Joseph d'Oms, châtelain de Tautavel en 1634
- Antoine d'Oms, général au XVIIe siècle. S'illustre dans les campagnes militaires du roi d'Aragon contre les Français durant la guerre de 30 ans. Il obtient le titre de maître-de-champ lors de la campagne de Salses. Prenant parti pour l'Arragon, il Se fait confisquer ses terres en 1654 qui lui sont rétrocédées après le Traité des Pyrénées. Il en vend la plupart par la suite.
- Raymond d'Oms, (fils du précédent) vavasseur de Montescot, baron de Santa Pau, seigneur d'Oms et de Taillet au XVIIe siècle. Il prend une part active à la défense de Puigcerda contre l'Espagne. Le 20 août 1682, le procès que les officiers du roi ont intenté à son aïeul Bérenger IV rend son jugement : Raymond perd la baronnie de Montesquieu et doit vendre ses seigneuries de Claira, St Laurent de la Salanque, Sahorre, Collioure, Fuilla, Py, Mantet, Thorent et Ralleu.

### Ecclésiastiques
- Arnaud d'Oms, Templier, commandeur du Mas Deu en 1330
- Pierre d'Oms, ecclésiastique séculier au XIIIe siècle
- Honoré d'Oms, en 1496 administrateur des biens de l'abbaye de Fontfroide, puis en 1499, il est chanoine au chapitre d'Elne et camériers de La Grasse; à ce titre il détient la seigneurie de Rivesaltes. Abbé d'Arles-sur-Tech (bénédictins) de 1515 à 1533. En 1515, il devient administrateur perpétuel de l'abbaye Notre-Dame d'Arles. Il décède en 1579.
- Alphonse d'Oms de Cruilles, Abbé de Sainte-Marie de Jau ou de Clariana (cisterciens) de 1584 à 1596
- Jean-François d'Oms, Archidiacre d'Elne en 1528 et 1529
- Hot, Hositalier au début du XVIe siècle.
- Michel d'Oms, chanoine et sacristain d'Elne. Le 26 septembre 1535, il est élu vicaire capitulaire du diocèse d'Elne. Par la suite, il représente le diocèse comme président de la généralité de Catalogne de 1548 à 1551 et de 1560 a 1563 auprès des Corts. En 1564, on le retrouve commandant de l'abbaye Notre-Dame d'Arles. Il décède en 1574[12].
- François d'Oms, chanoine de Gérone au début du XVe siècle.
- Bernard d'Oms, archidiacre de Conflent entre 1369 et 1383.
- Thadée del Viver et d'Oms, archidiacre du Vallespir en 1660
- Dorothée d'Oms, Régulier à la fin du XVIIe siècle
- Gaspard d'Oms, abbé de Saint-Félix de Gérone entre 1660 et 1670

### Universitaires
- Galcerand d'Oms est recteur de l'Université de Perpignan en 1415
- François d'Oms est recteur de l'Université de Perpignan en 1425

### Magistrats
- Antoine-Thadée d'Oms, viguier de Roussillon et de Vallespir entre 1751 et 1779
- Amédée d'Oms, (1800-1885), magistrat, procureur du Roi[13].

### Divers
- Bérenger VII d'Oms est cité comme marin et armateur au XVIIe siècle
- Joseph, marquis d'Oms, né en 1776, émigre à Barcelone en 1793[14]
- Gérard, marquis d'Oms, décédé en 1895

## Héraldique
Les archives royales d'Aragon décrivent ainsi les armes d'Arnald d'Oms, vavasseur de Montescot : "Faxado de oro y de sable, y per cimera una corona a l'antigua cenida de tres turbantes, acostada de doce palmas, y sumata de un orso nacient de sable con una bandera desplegada sobre el humbrocargada de los blasones del escudo. El motivo de estas armas y su timbre lo debem a Don Arnald d'Oms, Vavassor de Montescot cuya plaza y castillo le encarego Carlo Magno Imperador." La couronne royale rappelle le roi Athaulf, roi des Visigoths de 410 à 415, auquel Arnald d'Oms prétendait se rattacher. Les trois turbans figurent les trois rois Maures faits par lui prisonniers au siège de la Clusa. L'ours et la bannière étaient en souvenir de l'ours qui marchait en tête de l'armée, et les douze palmes symbolisaient la récompense de tant d'autres victoires sur les Sarrasins. Le blason d'Arnald de Montescot porte en exergue la devise suivante : "Noblesse sert comme sert vieux lignage" (traduit du poète latin Juvénal)[réf. nécessaire].

### Sources
- Cerca, (Confederación Española de Cajas de Ahorros Grupo de Empresa), no 24 à 30, page 294, 1964.
- Louis de La Roque, Catalogue des Gentilshommes de Roussillon, Foix, Comminges et Couseran qui ont prix part ou envoyé leur procuration aux assemblées de la noblesse pour l'élection des Députés aux Etats Généraux de 1789, éd. E. Dentu et A. Aubry, 1863.
- Louis de La Roque, Edouard de Barthélemy, Catalogue des gentilshommes en 1789 et des familles anoblies ou titrées depuis le Premier Empire jusqu'à nos jours 1806-1866, vol.1, éd. E. Dentu, 1866.
- Dictionnaires des Biographies Roussillonnaises de l'abbé Capeille
- Histoire du Roussillon de Jean de Gazanyola
- Nobiliaire universel de France ou Recueil général des Généalogies historiques des Maisons Nobles de ce Royaume, volume 4, par Nicolas Viton de Saint-Allais, avec le concours de Mrs de Courcelles, l'abbé de l'Espines, de SAIN-PONS & Autres généalogistes célèbres
- Dieu,le roi, les hommes : Perpignan et le Roussillon, 1580-1830, par Raymond Sala, 1996
- Archives départementales des Pyrénées-Orientales